# Minotauros
Minotauros er et væsen fra græsk mytologi. Han var søn af en hvid tyr og Kretas dronning Pasifaë. Han havde tyrehoved og menneskekrop og blev spærret inde i en labyrint i kong Minos' palads i Knossos på Kreta. Paladset var bygget af Daidalos og hans søn Ikaros. Der blev hvert syvende eller niende år (nogle kilder siger hvert år) ofret syv drenge og syv piger fra Athen til Minotauros, indtil Theseus stoppede det ved at dræbe uhyret.